# Сорокін Марк Лаврентійович
Марк Лаврентійович (Маркус Мойсейович) Сорокін (1892, місто Ростов-на-Дону, тепер Російська Федерація — розстріляний 30 липня 1941, міста Москва, Російська Федерація) — радянський господарський і партійний діяч, голова Державного тресту автомобільних заводів «Автотрест», начальник будівництва Московського автомобільного заводу імені Сталіна, член ВЦВК. Член Комісії партійного контролю при ЦК ВКП(б) у 1934—1938 роках.

## Життєпис
Народився в єврейській родині дрібного торговця. У 1906 році закінчив чотирикласне міське училище в місті Нахічевані-на-Дону. З 1906 по 1910 рік навчався в гімназії в місті Ростові-на-Дону, був членом учнівської об'єднаної організації РСДРП.
У 1910—1913 роках — конторник у конторі діловода Окуня в Ростові-на-Дону. У 1913—1915 роках — репетитор у Ростові-на-Дону. У 1915 році закінчив екстерном курс 7 класів гімназії та емігрував до Сполучених Штатів Америки (США).
У 1915—1918 роках — студент Корнеллського університету в Ітаці штату Нью-Йорк (США). З березня 1918 по вересень 1919 року — технік Пенсільванської залізниці в місті Пітсбурзі. З вересня 1919 по червень 1920 року — студент Корнеллського університету в Ітаці штату Нью-Йорк.
Член Американської соціалістичної партії в 1919 році. Член Американської комуністичної партії з 1919 по 1921 рік.
У червні 1920 — березні 1921 року — інженер-будівельник Пенсільванської залізниці в місті Пітсбурзі.
Весною 1921 року повернувся до Радянської Росії. З квітня 1921 року — начальник будівельної дільниці рязано-Владимирської залізниці.
Член РКП(б) з квітня 1921 року.
У 1921 — серпні 1922 року — голова Владимирського губернського держплану, керуючий Владимирської губернської Ради народного господарства.
У грудні 1922 — березні 1925 року — помічник завідувача організаційно-розподільного відділу ЦК ВКП(б).
У березні — жовтні 1925 року — голова Бавовняного державного тресту в Москві.
У жовтні 1925 — червні 1927 року — заступник голови Всеросійського кооперативного акціонерного товариства «Аркос» у Лондоні (Велика Британія).
У вересні 1927 — грудні 1929 року — голова Державного тресту автомобільних заводів «Автотрест» у Москві.
У грудні 1929 — вересні 1930 року — заступник голови Всесоюзного об'єднання автотракторної промисловості ВРНГ СРСР і начальник будівництва Московського автомобільного заводу імені Сталіна.
У вересні 1930 — серпні 1931 року — голова Всесоюзного об'єднання із імпорту металорізальних верстатів «Верстатімпорт». З 1930 по травень 1933 року — член колегії Народного комісаріату зовнішньої торгівлі СРСР.
У травні 1933 — лютому 1934 року — заступник завідувача відділу адміністративно-господарських та профспілкових кадрів ЦК ВКП(б).
У лютому 1934 — березні 1935 року — заступник керівника групи важкої промисловості Комісії партійного контролю при ЦК ВКП(б).
У березні 1935 — квітні 1937 року — заступник завідувача промислового відділу ЦК ВКП(б).
У квітні 1937 — вересні 1938 року — директор заводу № 173 Народного комісаріату оборонної промисловості СРСР у місті Тулі. У вересні 1938 року виключений із членів ВКП(б).
29 грудня 1938 року заарештований органами НКВС. Засуджений Воєнною колегією Верховного суду СРСР 6 липня 1941 року до страти, розстріляний 30 липня 1941 року. Похований на полігоні «Комунарка» біля Москви.
13 червня 1956 року реабілітований, 22 жовтня 1956 року посмертно відновлений у партії.